# Acerentomon rostratum
Acerentomon rostratum är en urinsektsart som beskrevs av Ionesco 1951. Acerentomon rostratum ingår i släktet Acerentomon och familjen lönntrevfotingar. Inga underarter finns listade i Catalogue of Life.